# Tarzan and the Madman
Tarzan and the Madman (Tarzan e o Louco (título em Portugal) ) é um romance de autoria do escritor norte-americano Edgar Rice Burroughs. Publicado em 1964, é o vigésimo-terceiro de uma série de vinte e quatro livros sobre o personagem Tarzan.
Rejeitada pelas seis revistas para as quais foi oferecida à época de sua composição, a narrativa é a primeira das duas obras sobre Tarzan publicadas postumamente. A outra é Tarzan and the Castaways.
O livro permanece inédito no Brasil.

## Resumo
Ao investigar um safári que abriga um antigo inimigo, Tarzan descobre que outra pessoa que se faz passar por ele vem aprisionando mulheres e crianças. Seu último crime foi raptar Sandra Pickerall, filha de um rico escocês que oferece fornida recompensa pela cabeça do sequestrador.
Tarzan tenta limpar seu nome, mas é sabotado por dois elementos do safári, Tom Crump e Ivan Minsky, caçadores de marfim que desejam matá-lo e ficar com a recompensa. Além disso, eles estão excitados pelos rumores sobre a existência de uma mina de ouro nas cercanias.
As pegadas do impostor levam o homem-macaco até Alemtejo, um perdido posto avançado habitado por descendentes de uma expedição portuguesa do século XV. Enquanto o[rei e o alto sacerdote desse povo esquecido decidem o destino de Sandra Pickerall, os guerreiros de uma tribo rival preparam-se para atacar.
O homem que acredita ser Tarzan ou o próprio Deus precisa resolver o mistério de sua verdadeira identidade, antes que o implacável senhor dos macacos lhe aplique a justiça da selva.

## História editorial
O romance foi ditado para um dictaphone, a partir de um esboço manuscrito de cinquenta páginas, de 16 de janeiro a 22 de março de 1940.
A primeira edição em livro (capa dura) foi publicada pela Canaveral Press em 9 de junho de 1964, com sobrecapa e oito ilustrações internas de autoria de Reed Crandall.
Em fevereiro de 1965, a editora Ballantine publicou a primeira edição em brochura, a preços populares.
O livro saiu em Portugal pela lisboeta Portugal Press, que lançou toda a obra sobre Tarzan naquele país.

## Adaptações
- Não existem adaptações do romance para tiras diárias, revistas em quadrinhos, cinema ou televisão.[1]